# Jive

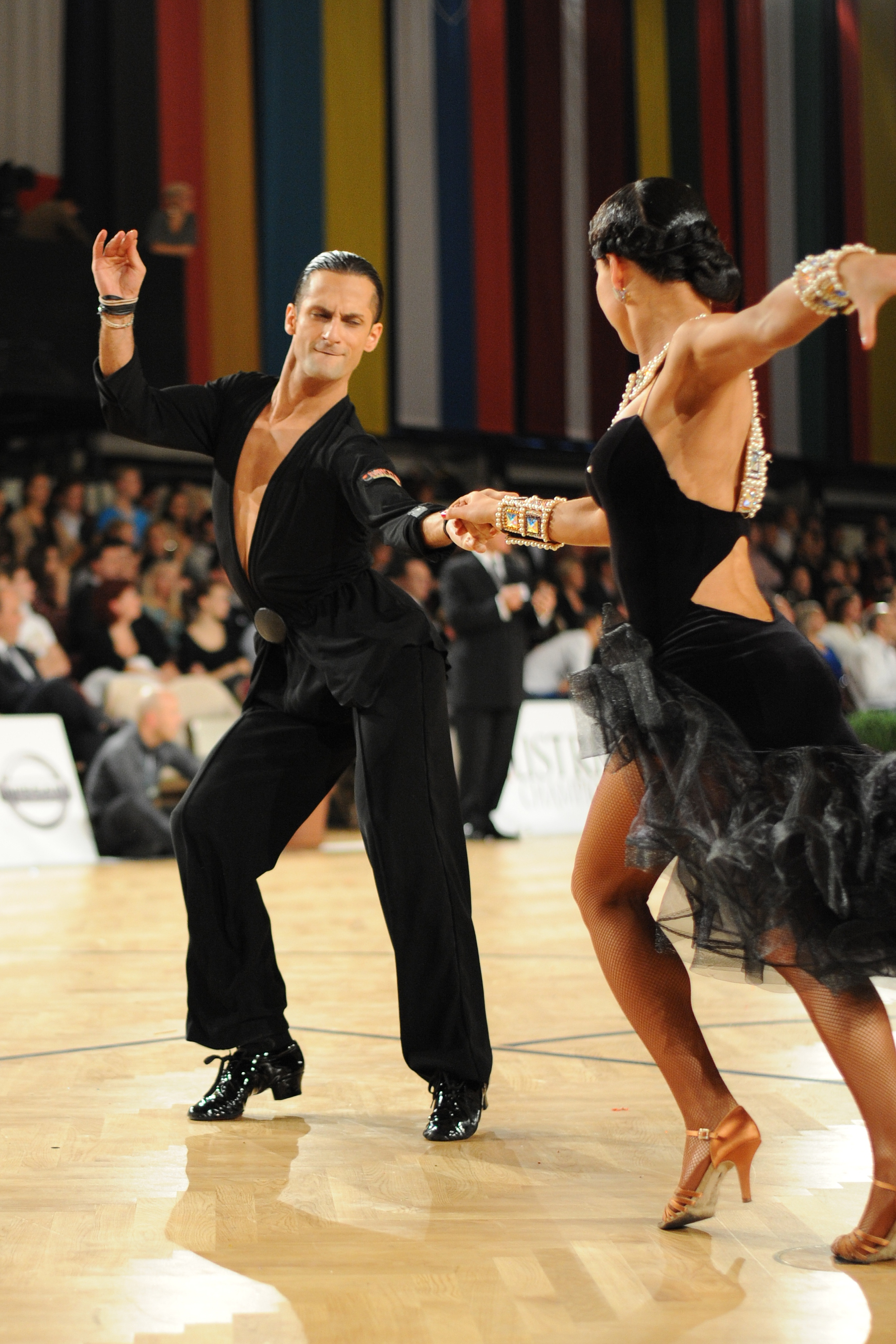
Un couple de danseurs de jive en 2012

Le jive, prononcé [ d͡ʒajv], est une danse souvent dansée en compétition (en). Elle fait partie des cinq danses latines des compétitions de danse sportive de style international. Dans le style américain des danses de salon, l'American Rhythm, le jive est remplacé par l'East Coast Swing.

## Historique

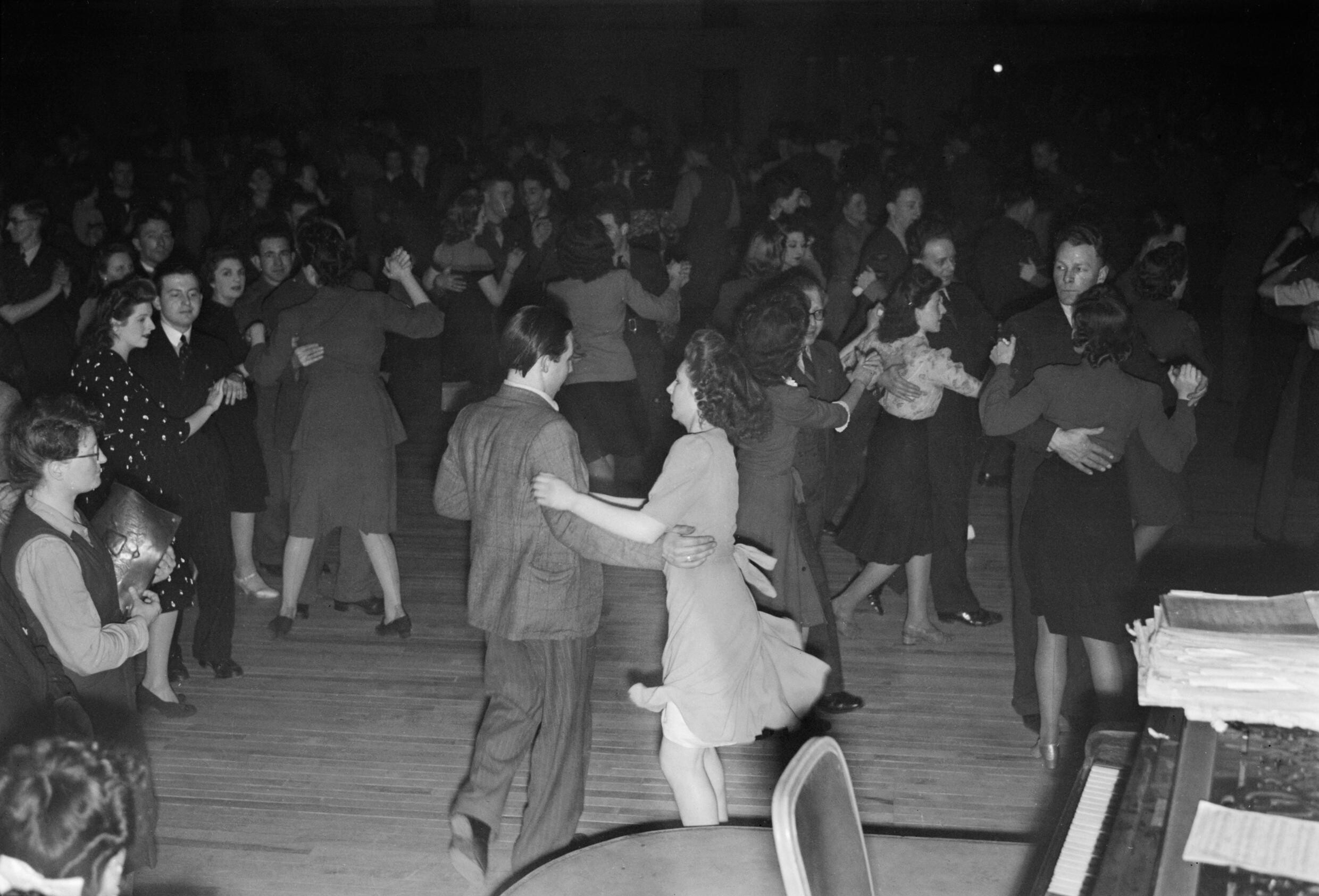
Un couple s'essayant au jive, dans une salle de bal en Angleterre, au milieu d'autres couples dansant d'autres danses de salon (1945).

Descendant du lindy hop, elle est devenue populaire en Europe pendant la Seconde Guerre mondiale par la musique swing de Benny Goodman, Artie Shaw, Tommy Dorsey et Glenn Miller, ce après avoir d'abord conquis l'Ouest, puis les médias nord-américains, en 1940, sous le nom de jitterbug. Le boogie, le rock & roll ont aussi influencé cette danse, qui est très rapide. Elle a été adoptée dans les compétitions internationales en 1968.

## Description

### Musique et tempo
Le jive est dansé sur un tempo de 176 BPM dans les compétitions de la NDCA et sur un tempo de 168 à 176 BPM dans les compétitions de la WDSF, avec quatre temps par mesure,.  La danse est aussi dansée hors compétition sur des tempos allant typiquement de 140 à 184 BPM,.

### Style et figures
Généralement très appréciée des compétiteurs, cette danse leur demande toutefois une énergie particulière, dans la mesure où, dansée sur un rythme rapide et reposant sur des jeux de jambes assez fatigants, elle clôt généralement les compétitions de danses latines.
Dans le contexte de compétition, les danseurs doivent prouver qu'après quatre danses, ils sont encore capables d'efforts physiques intenses.